# Parafia Matki Bożej Fatimskiej w Turzy Śląskiej
Parafia pw. Matki Bożej Fatimskiej w Turzy Śląskiej – katolicka parafia w dekanacie gorzyckim, istniejąca od 21 stycznia 1981 roku. Sanktuarium w Turzy Śląskiej jest nazywane Śląską Fatimą.

## Historia
Budowę kościoła zainicjował w tym miejscu ks. Ewald Kasperczyk po zakończeniu II wojny światowej. Turza należała wówczas do parafii w Jedłowniku. On też zaproponował wezwanie dla świątyni. W tym celu został namalowany obraz. W 1948 roku kościół zostaje poświęcony przez biskupa Stanisława Adamskiego. Jego budowa trwała półtora roku. Ks. Kasperczyk zapoczątkował także kult Matki Bożej Fatimskiej i czynił to na różne sposoby (mimo sprzeciwu władz). W maju 1949 r. pojawili się w Turzy Śląskiej pierwsi pielgrzymi.
W 1968 roku powstaje rektorat w Turzy. Rektorem kościoła zostaje ks. Gerard Nowiński, który w momencie erygowania parafii 15 marca 1981 zostaje jej proboszczem w dalszym ciągu rozwijając kult Matki Bożej Fatimskiej. Sanktuarium erygował abp Damian Zimoń w 1997 roku, a w 2004 roku Matka Boża Fatimska z Turzy Śląskiej otrzymuje korony papieskie z rąk abpa Józefa Kowalczyka. Od 2006 do 2010 roku proboszczem był ks. Piotr Winkler. Od 2010 roku proboszczem parafii był ks. Kazimierz Czempiel, a od sierpnia 2021 jest nim ks. dr Wiesław Hudek.
Sanktuarium jest znane z dni chorych (13 dzień każdego miesiąca) i nocy pokuty (noc z 29 na 30 każdego miesiąca). W tym najstarszym w Polsce Sanktuarium Matki Bożej Fatimskiej, w niedzielę po 13 w miesiącach od maja do października, odprawiane są odpusty fatimskie.